# 1029
1029 (MXXIX) fue un año común comenzado en miércoles del calendario juliano.

## Acontecimientos
- Aparece por primera vez el nombre de La Piedra en el cartulario del monasterio de San Juan de la Peña como propiedad de Doña Oñeca hermana de Sancho García, conde de Castilla.
- Turcos Oğuz invaden el este de Irán.

## Nacimientos
- Azarquiel, astrónomo árabe.